# Berliner Rundfunk
Берлинское радио (Berliner Rundfunk) — составная часть Германского демократического радио и Радиовещания ГДР в 1945—1953 и в 1954—1991 гг. и одноимённая радиопрограмма по которой она вещала.

## Передачи
- Анонс ежедневно в 19.25-19.30[1]

### Информационные программы
- Новости ежечасно, в 04.00-07.30 — каждые полчаса
- «Пульсшлаг дер Цайт» (Pulsschlag der Zeit) — радиогазета в 13.30-14.00, 17.30-17.50 (ранее в 19.30-20.00) и 21.30-22.00

### Информационно-музыкальные программы
- Guten Morgen (ранее — Berlin sagt guten Morgen!) — утренняя программа Berliner Rundfunk (существовала уже в 1976 году)
- Treffpunkt Alexanderplatz — предобеденная программа Berliner Rundfunk в 10.40-12.30
- Musik in Ohr — дневная программа Berliner Rundfunk в 16.00-17.30
- Berliner Luft — вечерняя программа Berliner Rundfunk
- Die Grosse Nachtmusik — ночная программа Berliner Rundfunk[2]

## Литературно-драматические программы
- Радиоспектакли (преимущественно по выходным, ранее также несколько раз в неделю по будням)